# Olimpiai érmesek listája sportlövészetben
Ez a lap az olimpiai érmesek listája sportlövészetben 1896-tól 2012-ig.

## Aktuális versenyszámok

### Férfiak

#### Légpisztoly (10 m)
| Olimpia         | Arany                                 | Ezüst                                      | Bronz                                    |
| 1988, Szöul     | Tanyu Kirjakov · Bulgária (BUL)       | Erich Buljung · Egyesült Államok (USA)     | Xu Haifeng · Kína (CHN)                  |
| 1992, Barcelona | Vang Ji-fu (Wang Yifu) · Kína (CHN)   | Sergei Pizhianov · Egyesített Csapat (EUN) | Sorin Babii · Románia (ROU)              |
| 1996, Atlanta   | Roberto Di Donna · Olaszország (ITA)  | Vang Ji-fu (Wang Yifu) · Kína (CHN)        | Tanyu Kirjakov · Bulgária (BUL)          |
| 2000, Sydney    | Franck Dumoulin · Franciaország (FRA) | Vang Ji-fu (Wang Yifu) · Kína (CHN)        | Ihar Baszinszki · Fehéroroszország (BLR) |
| 2004, Athén     | Vang Ji-fu (Wang Yifu) · Kína (CHN)   | Mihail Nyesztrujev · Oroszország (RUS)     | Vlagyimir Iszakov · Oroszország (RUS)    |
| 2008, Peking    | Pang Vej (Pang Wei) · Kína (CHN)      | Csin Dzsongo · Dél-Korea (KOR)             | Jason Turner · Egyesült Államok (USA)    |
| 2012, London    | Csin Dzsongo · Dél-Korea (KOR)        | Luca Tesconi · Olaszország (ITA)           | Andrija Zlatić · Szerbia (SRB)           |

#### Légpuska (10 m)
| Olimpia           | Arany                                  | Ezüst                                   | Bronz                                    |
| 1984, Los Angeles | Philippe Heberlé · Franciaország (FRA) | Andreas Kronthaler · Ausztria (AUT)     | Barry Dagger · Nagy-Britannia (GBR)      |
| 1988, Szöul       | Goran Maksimović · Jugoszlávia (YUG)   | Nicolas Berthelot · Franciaország (FRA) | Johann Riederer · NSZK (FRG)             |
| 1992, Barcelona   | Jurij Fedkin · Egyesített Csapat (EUN) | Franck Badiou · Franciaország (FRA)     | Johann Riederer · Németország (GER)      |
| 1996, Atlanta     | Artyom Hadzsibekov · Oroszország (RUS) | Wolfram Waibel · Ausztria (AUT)         | Jean-Pierre Amat · Franciaország (FRA)   |
| 2000, Sydney      | Cai Yalin · Kína (CHN)                 | Artyom Hadzsibekov · Oroszország (RUS)  | Jevgenyij Alejnyikov · Oroszország (RUS) |
| 2004, Athén       | Csu Csi-nan (Zhu Qinan) · Kína (CHN)   | Li Csie (Li Jie) · Kína (CHN)           | Gönci József · Szlovákia (SVK)           |
| 2008, Peking      | Apinava Bindará · India (IND)          | Csu Csi-nan (Zhu Qinan) · Kína (CHN)    | Henri Häkkinen · Finnország (FIN)        |
| 2012, London      | Alin George Moldoveanu · Románia (ROU) | Niccolò Campriani · Olaszország (ITA)   | Gagan Narang · India (IND)               |

#### Gyorstüzelő pisztoly (25 m)
| Olimpia           | Arany                                     | Ezüst                                    | Bronz                                          |
| 1896, Athén       | Joánisz Frangúdisz · Görögország (GRE)    | Jeórjiosz Orfanídisz · Görögország (GRE) | Holger Nielsen · Dánia (DEN)                   |
| 1900, Párizs      | Maurice Larrouy · Franciaország (FRA)     | Léon Moreaux · Franciaország (FRA)       | Eugène Balme · Franciaország (FRA)             |
| 1904–1908         | Nem szerepelt az olimpiai programban      | Nem szerepelt az olimpiai programban     | Nem szerepelt az olimpiai programban           |
| 1912, Stockholm   | Alfred Lane · Egyesült Államok (USA)      | Paul Palén · Svédország (SWE)            | Johan Hübner von Holst · Svédország (SWE)      |
| 1920, Antwerpen   | Guilherme Paraense · Brazília (BRA)       | Raymond Bracken · Egyesült Államok (USA) | Fritz Zulauf · Svájc (SUI)                     |
| 1924, Párizs      | Henry Bailey · Egyesült Államok (USA)     | Vilhelm Carlberg · Svédország (SWE)      | Lennart Hannelius · Finnország (FIN)           |
| 1928 Amszterdam   | Nem szerepelt az olimpiai programban      | Nem szerepelt az olimpiai programban     | Nem szerepelt az olimpiai programban           |
| 1932, Los Angeles | Renzo Morigi · Olaszország (ITA)          | Heinz Hax · Németország (GER)            | Domenico Matteucci · Olaszország (ITA)         |
| 1936, Berlin      | Cornelius van Oyen · Németország (GER)    | Heinz Hax · Németország (GER)            | Torsten Ullman · Svédország (SWE)              |
| 1948, London      | Takács Károly · Magyarország (HUN)        | Carlos Diaz Sáenz · Argentína (ARG)      | Sven Lundquist · Svédország (SWE)              |
| 1952, Helsinki    | Takács Károly · Magyarország (HUN)        | Kun Szilárd · Magyarország (HUN)         | Gheorghe Lichiardopol · Románia (ROU)          |
| 1956, Melbourne   | Ştefan Petrescu · Románia (ROU)           | Jevgenyij Cserkaszov · Szovjetunió (URS) | Gheorghe Lichiardopol · Románia (ROU)          |
| 1960, Róma        | William McMillan · Egyesült Államok (USA) | Pentti Linnosvuo · Finnország (FIN)      | Alekszandr Zabelin · Szovjetunió (URS)         |
| 1964, Tokió       | Pentti Linnosvuo · Finnország (FIN)       | Ion Tripşa · Románia (ROU)               | Lubomír Nácovský · Csehszlovákia (TCH)         |
| 1968, Mexikóváros | Józef Zapędzki · Lengyelország (POL)      | Marcel Roşca · Románia (ROU)             | Renart Szulejmanov · Szovjetunió (URS)         |
| 1972, München     | Józef Zapędzki · Lengyelország (POL)      | Ladislav Falta · Csehszlovákia (TCH)     | Viktor Torsin · Szovjetunió (URS)              |
| 1976, Montréal    | Norbert Klaar · NDK (GDR)                 | Jürgen Wiefel · NDK (GDR)                | Roberto Ferraris · Olaszország (ITA)           |
| 1980, Moszkva     | Corneliu Ion · Románia (ROU)              | Jürgen Wiefel · NDK (GDR)                | Gerhard Petritsch · Ausztria (AUT)             |
| 1984, Los Angeles | Takeo Kamachi · Japán (JPN)               | Corneliu Ion · Románia (ROU)             | Rauno Bies · Finnország (FIN)                  |
| 1988, Szöul       | Afanasijs Kuzmins · Szovjetunió (URS)     | Ralf Schumann · NDK (GDR)                | Kovács Zoltán · Magyarország (HUN)             |
| 1992, Barcelona   | Ralf Schumann · Németország (GER)         | Afanasijs Kuzmins · Lettország (LAT)     | Vlagyimir Vohmjanyin · Egyesített Csapat (EUN) |
| 1996, Atlanta     | Ralf Schumann · Németország (GER)         | Emil Milev · Bulgária (BUL)              | Vlagyimir Vohmjanyin · Kazahsztán (KAZ)        |
| 2000, Sydney      | Szergej Alifirenko · Oroszország (RUS)    | Michel Ansermet · Svájc (SUI)            | Iulian Raicea · Románia (ROU)                  |
| 2004, Athén       | Ralf Schumann · Németország (GER)         | Szergej Poljakov · Oroszország (RUS)     | Szergej Alifirenko · Oroszország (RUS)         |
| 2008, Peking      | Olekszandr Petriv · Ukrajna (UKR)         | Ralf Schumann · Németország (GER)        | Christian Reitz · Németország (GER)            |
| 2012, London      | Leuris Pupo · Kuba (CUB)                  | Vidzsaj Kumár · India (IND)              | Ding Feng · Kína (CHN)                         |

- 1972–1980 között nyílt szám.

#### Szabadpisztoly (50 m)
| Olimpia           | Arany                                         | Ezüst                                       | Bronz                                         |
| 1896, Athén       | Sumner Paine · Egyesült Államok (USA)         | Holger Nielsen · Dánia (DEN)                | Joánisz Frangúdisz · Görögország (GRE)        |
| 1900, Párizs      | Karl Röderer · Svájc (SUI)                    | Achille Paroche · Franciaország (FRA)       | Konrad Stäheli · Svájc (SUI)                  |
| 1904 St. Louis    | Nem szerepelt az olimpiai programban          | Nem szerepelt az olimpiai programban        | Nem szerepelt az olimpiai programban          |
| 1908, London      | Paul Van Asbroeck · Belgium (BEL)             | Réginald Storms · Belgium (BEL)             | James Gorman · Egyesült Államok (USA)         |
| 1912, Stockholm   | Alfred Lane · Egyesült Államok (USA)          | Peter Dolfen · Egyesült Államok (USA)       | Charles Stewart · Nagy-Britannia (GBR)        |
| 1920, Antwerpen   | Karl Frederick · Egyesült Államok (USA)       | Afrânio da Costa · Brazília (BRA)           | Alfred Lane · Egyesült Államok (USA)          |
| 1924–1932         | Nem szerepelt az olimpiai programban          | Nem szerepelt az olimpiai programban        | Nem szerepelt az olimpiai programban          |
| 1936, Berlin      | Torsten Ullman · Svédország (SWE)             | Erich Krempel · Németország (GER)           | Charles des Jammonières · Franciaország (FRA) |
| 1948, London      | Edwin Vasquez Cam · Peru (PER)                | Rudolf Schnyder · Svájc (SUI)               | Torsten Ullman · Svédország (SWE)             |
| 1952, Helsinki    | Huelet Benner · Egyesült Államok (USA)        | Ángel León Gozalo · Spanyolország (ESP)     | Balogh Ambrus · Magyarország (HUN)            |
| 1956, Melbourne   | Pentti Linnosvuo · Finnország (FIN)           | Mahmud Umarov · Szovjetunió (URS)           | Offutt Pinion · Egyesült Államok (USA)        |
| 1960, Róma        | Alekszej Guscsin · Szovjetunió (URS)          | Mahmud Umarov · Szovjetunió (URS)           | Josikava Josihisza · Japán (JPN)              |
| 1964, Tokió       | Väinö Markkanen · Finnország (FIN)            | Franklin Green · Egyesült Államok (USA)     | Josikava Josihisza · Japán (JPN)              |
| 1968, Mexikóváros | Grigorij Koszih · Szovjetunió (URS)           | Heinz Mertel · NSZK (FRG)                   | Harald Vollmar · NDK (GDR)                    |
| 1972, München     | Ragnar Skanåker · Svédország (SWE)            | Daniel Iuga · Románia (ROU)                 | Rudolf Dollinger · Ausztria (AUT)             |
| 1976, Montréal    | Uwe Potteck · NDK (GDR)                       | Harald Vollmar · NDK (GDR)                  | Rudolf Dollinger · Ausztria (AUT)             |
| 1980, Moszkva     | Alekszandr Melentyjev · Szovjetunió (URS)     | Harald Vollmar · NDK (GDR)                  | Ljubcso Gyakov · Bulgária (BUL)               |
| 1984, Los Angeles | Xu Haifeng · Kína (CHN)                       | Ragnar Skanåker · Svédország (SWE)          | Wang Yifu · Kína (CHN)                        |
| 1988, Szöul       | Sorin Babii · Románia (ROU)                   | Ragnar Skanåker · Svédország (SWE)          | Ihar Baszinszki · Szovjetunió (URS)           |
| 1992, Barcelona   | Kansztancin Lukasik · Egyesített Csapat (EUN) | Vang Ji-fu (Wang Yifu) · Kína (CHN)         | Ragnar Skanåker · Svédország (SWE)            |
| 1996, Atlanta     | Borisz Kokorev · Oroszország (RUS)            | Ihar Baszinszki · Fehéroroszország (BLR)    | Roberto Di Donna · Olaszország (ITA)          |
| 2000, Sydney      | Tanyu Kirjakov · Bulgária (BUL)               | Ihar Baszinszki · Fehéroroszország (BLR)    | Martin Tenk · Csehország (CZE)                |
| 2004, Athén       | Mihail Nyesztrujev · Oroszország (RUS)        | Csin Dzsongo · Dél-Korea (KOR)              | Kim Dzsongszu · Észak-Korea (PRK)             |
| 2008, Peking      | Csin Dzsongo · Dél-Korea (KOR)                | Tan Cung-liang (Tan Zongliang) · Kína (CHN) | Vlagyimir Iszakov · Oroszország (RUS)         |
| 2012, London      | Csin Dzsongo · Dél-Korea (KOR)                | Cshö Jongre · Dél-Korea (KOR)               | Vang Cse-vej (Wang Zhiwei) · Kína (CHN)       |

- 1972–1980 között nyílt szám.

#### Kisöbű sportpuska, fekvő (50 m)
| Olimpia           | Arany                                          | Ezüst                                     | Bronz                                          |
| 1908, London      | Arthur Carnell · Nagy-Britannia (GBR)          | Harold Humby · Nagy-Britannia (GBR)       | George Barnes · Nagy-Britannia (GBR)           |
| 1912, Stockholm   | Frederick Hird · Egyesült Államok (USA)        | William Milne · Nagy-Britannia (GBR)      | Harold Burt · Nagy-Britannia (GBR)             |
| 1920 Antwerpen    | Nem szerepelt az olimpiai programban           | Nem szerepelt az olimpiai programban      | Nem szerepelt az olimpiai programban           |
| 1924, Párizs      | Pierre Coquelin de Lisle · Franciaország (FRA) | Marcus Dinwiddie · Egyesült Államok (USA) | Josias Hartmann · Svájc (SUI)                  |
| 1928 Amszterdam   | Nem szerepelt az olimpiai programban           | Nem szerepelt az olimpiai programban      | Nem szerepelt az olimpiai programban           |
| 1932, Los Angeles | Bertil Rönnmark · Svédország (SWE)             | Gustavo Huet · Mexikó (MEX)               | Soós Hradetzky Zoltán · Magyarország (HUN)     |
| 1936, Berlin      | Willy Røgeberg · Norvégia (NOR)                | Berzsenyi Ralph · Magyarország (HUN)      | Władysław Karaś · Lengyelország (POL)          |
| 1948, London      | Arthur Cook · Egyesült Államok (USA)           | Walter Tomsen · Egyesült Államok (USA)    | Jonas Jonsson · Svédország (SWE)               |
| 1952, Helsinki    | Iosif Sîrbu · Románia (ROU)                    | Borisz Andrejev · Szovjetunió (URS)       | Arthur Jackson · Egyesült Államok (USA)        |
| 1956, Melbourne   | Gerald Ouellette · Kanada (CAN)                | Vaszilij Boriszov · Szovjetunió (URS)     | Gil Boa · Kanada (CAN)                         |
| 1960, Róma        | Peter Kohnke · Egyesült Német Csapat (EUA)     | James Enoch Hill · Egyesült Államok (USA) | Enrico Forcella · Venezuela (VEN)              |
| 1964, Tokió       | Hammerl László · Magyarország (HUN)            | Lones Wigger · Egyesült Államok (USA)     | Tommy Pool · Egyesült Államok (USA)            |
| 1968, Mexikóváros | Jan Kůrka · Csehszlovákia (TCH)                | Hammerl László · Magyarország (HUN)       | Ian Ballinger · Új-Zéland (NZL)                |
| 1972, München     | Li Ho-Jun · Észak-Korea (PRK)                  | Victor Auer · Egyesült Államok (USA)      | Nicolae Rotaru · Románia (ROU)                 |
| 1976, Montréal    | Karlheinz Smieszek · NSZK (FRG)                | Ulrich Lind · NSZK (FRG)                  | Gennagyij Luscsikov · Szovjetunió (URS)        |
| 1980, Moszkva     | Varga Károly · Magyarország (HUN)              | Hellfried Heilfort · NDK (GDR)            | Petar Zaprjanov · Bulgária (BUL)               |
| 1984, Los Angeles | Edward Etzel · Egyesült Államok (USA)          | Michel Bury · Franciaország (FRA)         | Michael Sullivan · Nagy-Britannia (GBR)        |
| 1988, Szöul       | Miroslav Varga · Csehszlovákia (TCH)           | Csha Jongcshol · Dél-Korea (KOR)          | Záhonyi Attila · Magyarország (HUN)            |
| 1992, Barcelona   | I Uncshol · Dél-Korea (KOR)                    | Harald Stenvaag · Norvégia (NOR)          | Stevan Pletikosić · Független résztvevők (IOP) |
| 1996, Atlanta     | Christian Klees · Németország (GER)            | Szergej Beljajev · Kazahsztán (KAZ)       | Gönci József · Szlovákia (SVK)                 |
| 2000, Sydney      | Jonas Edman · Svédország (SWE)                 | Torben Grimmel · Dánia (DEN)              | Szjarhej Martinav · Fehéroroszország (BLR)     |
| 2004, Athén       | Matthew Emmons · Egyesült Államok (USA)        | Christian Lusch · Németország (GER)       | Szjarhej Martinav · Fehéroroszország (BLR)     |
| 2008, Peking      | Artur Ajvazjan · Ukrajna (UKR)                 | Matthew Emmons · Egyesült Államok (USA)   | Warren Potent · Ausztrália (AUS)               |
| 2012, London      | Szjarhej Martinav · Fehéroroszország (BLR)     | Lionel Cox · Belgium (BEL)                | Rajmond Debevec · Szlovénia (SLO)              |

- 1972–1980 között nyílt szám.

#### Kisöbű sportpuska, összetett (50 m)
| Olimpia           | Arany                                      | Ezüst                                     | Bronz                                         |
| 1952, Helsinki    | Erling Kongshaug · Norvégia (NOR)          | Vilho Ylönen · Finnország (FIN)           | Borisz Andrejev · Szovjetunió (URS)           |
| 1956, Melbourne   | Anatolij Bogdanov · Szovjetunió (URS)      | Otakar Hořínek · Csehszlovákia (TCH)      | John Sundberg · Svédország (SWE)              |
| 1960, Róma        | Viktor Samburkin · Szovjetunió (URS)       | Marat Nyijazov · Szovjetunió (URS)        | Klaus Zähringer · Egyesült Német Csapat (EUA) |
| 1964, Tokió       | Lones Wigger · Egyesült Államok (USA)      | Velicsko Velicskov · Bulgária (BUL)       | Hammerl László · Magyarország (HUN)           |
| 1968, Mexikóváros | Bernd Klingner · NSZK (FRG)                | John Writer · Egyesült Államok (USA)      | Vitalij Parhimovics · Szovjetunió (URS)       |
| 1972, München     | John Writer · Egyesült Államok (USA)       | Lanny Bassham · Egyesült Államok (USA)    | Werner Lippoldt · NDK (GDR)                   |
| 1976, Montréal    | Lanny Bassham · Egyesült Államok (USA)     | Margaret Murdock · Egyesült Államok (USA) | Werner Seibold · NSZK (FRG)                   |
| 1980, Moszkva     | Viktor Vlassov · Szovjetunió (URS)         | Bernd Hartstein · NDK (GDR)               | Sven Johansson · Svédország (SWE)             |
| 1984, Los Angeles | Malcolm Cooper · Nagy-Britannia (GBR)      | Daniel Nipkov · Svájc (SUI)               | Alister Allan · Nagy-Britannia (GBR)          |
| 1988, Szöul       | Malcolm Cooper · Nagy-Britannia (GBR)      | Alister Allan · Nagy-Britannia (GBR)      | Kirill Ivanov · Szovjetunió (URS)             |
| 1992, Barcelona   | Hracsja Petikjan · Egyesített Csapat (EUN) | Robert Foth · Egyesült Államok (USA)      | Koba Rjóhei · Japán (JPN)                     |
| 1996, Atlanta     | Jean-Pierre Amat · Franciaország (FRA)     | Szergej Beljajev · Kazahsztán (KAZ)       | Wolfram Waibel · Ausztria (AUT)               |
| 2000, Sydney      | Rajmond Debevec · Szlovénia (SLO)          | Juha Hirvi · Finnország (FIN)             | Harald Stenvaag · Norvégia (NOR)              |
| 2004, Athén       | Csia Csan-po (Jia Zhanbo) · Kína (CHN)     | Michael Anti · Egyesült Államok (USA)     | Christian Planer · Ausztria (AUT)             |
| 2008, Peking      | Csiu Csien (Qiu Jian) · Kína (CHN)         | Jurij Szuhorukov · Ukrajna (UKR)          | Rajmond Debevec · Szlovénia (SLO)             |
| 2012, London      | Niccolò Campriani · Olaszország (ITA)      | Kim Csonghjon · Dél-Korea (KOR)           | Matthew Emmons · Egyesült Államok (USA)       |

- 1972–1980 között nyílt szám, lásd:  Margaret Murdock (USA) 1976. évi ezüstérme.

#### Skeet
| Olimpia           | Arany                                    | Ezüst                                     | Bronz                                      |
| 1968, Mexikóváros | Jevgenyij Petrov · Szovjetunió (URS)     | Romano Garagnani · Olaszország (ITA)      | Konrad Wirnhier · NSZK (FRG)               |
| 1972, München     | Konrad Wirnhier · NSZK (FRG)             | Jevgenyij Petrov · Szovjetunió (URS)      | Michael Buchheim · NDK (GDR)               |
| 1976, Montréal    | Josef Panáček · Csehszlovákia (TCH)      | Eric Swinkels · Hollandia (NED)           | Wiesław Gawlikowski · Lengyelország (POL)  |
| 1980, Moszkva     | Kjeld Rasmussen · Dánia (DEN)            | Lars-Göran Carlsson · Svédország (SWE)    | Roberto Castrillo · Kuba (CUB)             |
| 1984, Los Angeles | Matthew Dryke · Egyesült Államok (USA)   | Ole Riber Rasmussen · Dánia (DEN)         | Luca Scribani Rossi · Olaszország (ITA)    |
| 1988, Szöul       | Axel Wegner · NDK (GDR)                  | Alfonso de Iruarrizaga · Chile (CHI)      | Jorge Guardiola · Spanyolország (ESP)      |
| 1992, Barcelona   | Zhang Shan · Kína (CHN)                  | Juan Giha · Peru (PER)                    | Bruno Rossetti · Olaszország (ITA)         |
| 1996, Atlanta     | Ennio Falco · Olaszország (ITA)          | Mirosław Rzepkowski · Lengyelország (POL) | Andrea Benelli · Olaszország (ITA)         |
| 2000, Sydney      | Mikola Milcsev · Ukrajna (UKR)           | Petr Málek · Csehország (CZE)             | James Todd Graves · Egyesült Államok (USA) |
| 2004, Athén       | Andrea Benelli · Olaszország (ITA)       | Marko Kemppainen · Finnország (FIN)       | Juan Miguel Rodríguez · Kuba (CUB)         |
| 2008, Peking      | Vincent Hancock · Egyesült Államok (USA) | Tore Brovold · Norvégia (NOR)             | Anthony Terras · Franciaország (FRA)       |
| 2012, London      | Vincent Hancock · Egyesült Államok (USA) | Anders Golding · Dánia (DEN)              | Nászer el-Attija · Katar (QAT)             |

- 1972–1992 között nyílt szám, lásd Zhang Shan 1992. évi aranyérme.

#### Trap
| Olimpia           | Arany                                    | Ezüst                                       | Bronz                                      |
| 1900, Párizs      | Roger de Barbarin · Franciaország (FRA)  | Rene Guyot · Franciaország (FRA)            | Justinien de Clary · Franciaország (FRA)   |
| 1904 St. Louis    | Nem szerepelt az olimpiai programban     | Nem szerepelt az olimpiai programban        | Nem szerepelt az olimpiai programban       |
| 1908, London      | Walter Ewing · Kanada (CAN)              | George Beattie · Kanada (CAN)               | Alexander Maunder · Nagy-Britannia (GBR)   |
| 1908, London      | Walter Ewing · Kanada (CAN)              | George Beattie · Kanada (CAN)               | Anasztásziosz Metaxász · Görögország (GRE) |
| 1912, Stockholm   | James Graham · Egyesült Államok (USA)    | Alfred Goeldel · Németország (GER)          | Haralds Blaus · Oroszország (RUS)          |
| 1920, Antwerpen   | Mark Arie · Egyesült Államok (USA)       | Frank Troeh · Egyesült Államok (USA)        | Frank Wright · Egyesült Államok (USA)      |
| 1924, Párizs      | Halasy Gyula · Magyarország (HUN)        | Konrad Huber · Finnország (FIN)             | Frank Hughes · Egyesült Államok (USA)      |
| 1928–1948         | Nem szerepelt az olimpiai programban     | Nem szerepelt az olimpiai programban        | Nem szerepelt az olimpiai programban       |
| 1952, Helsinki    | George Genereux · Kanada (CAN)           | Knut Holmqvist · Svédország (SWE)           | Hans Liljedahl · Svédország (SWE)          |
| 1956, Melbourne   | Galliano Rossini · Olaszország (ITA)     | Adam Smelczyński · Lengyelország (POL)      | Alessandro Ciceri · Olaszország (ITA)      |
| 1960, Róma        | Ion Dumitrescu · Románia (ROU)           | Galliano Rossini · Olaszország (ITA)        | Szergej Kalinyin · Szovjetunió (URS)       |
| 1964, Tokió       | Ennio Mattarelli · Olaszország (ITA)     | Pāvels Seničevs · Szovjetunió (URS)         | William Morris · Egyesült Államok (USA)    |
| 1968, Mexikóváros | John Braithwaite · Nagy-Britannia (GBR)  | Thomas Garrigus · Egyesült Államok (USA)    | Kurt Czekalla · NDK (GDR)                  |
| 1972, München     | Angelo Scalzone · Olaszország (ITA)      | Michel Carrega · Franciaország (FRA)        | Silvano Basagni · Olaszország (ITA)        |
| 1976, Montréal    | Donald Haldeman · Egyesült Államok (USA) | Armando da Silva Marques · Portugália (POR) | Ubaldesco Baldi · Olaszország (ITA)        |
| 1980, Moszkva     | Luciano Giovannetti · Olaszország (ITA)  | Rustam Jambulatov · Szovjetunió (URS)       | Jörg Damme · NDK (GDR)                     |
| 1984, Los Angeles | Luciano Giovannetti · Olaszország (ITA)  | Francisco Boza · Peru (PER)                 | Daniel Carlisle · Egyesült Államok (USA)   |
| 1988, Szöul       | Dmitro Monakov · Szovjetunió (URS)       | Miloslav Bednařík · Csehszlovákia (TCH)     | Frans Peeters · Belgium (BEL)              |
| 1992, Barcelona   | Petr Hrdlička · Csehszlovákia (TCH)      | Vatanabe Kazumi · Japán (JPN)               | Marco Venturini · Olaszország (ITA)        |
| 1996, Atlanta     | Michael Diamond · Ausztrália (AUS)       | Josh Lakatos · Egyesült Államok (USA)       | Lance Bade · Egyesült Államok (USA)        |
| 2000, Sydney      | Michael Diamond · Ausztrália (AUS)       | Ian Peel · Nagy-Britannia (GBR)             | Giovanni Pellielo · Olaszország (ITA)      |
| 2004, Athén       | Alekszej Alipov · Oroszország (RUS)      | Giovanni Pellielo · Olaszország (ITA)       | Adam Vella · Ausztrália (AUS)              |
| 2008, Peking      | David Kostelecký · Csehország (CZE)      | Giovanni Pellielo · Olaszország (ITA)       | Alekszej Alipov · Oroszország (RUS)        |
| 2012, London      | Giovanni Cernogoraz · Horvátország (CRO) | Massimo Fabbrizi · Olaszország (ITA)        | Fehajd ed-Díháni · Kuvait (KUW)            |

- 1972–1992 között nyílt szám.

#### Dupla trap
| Olimpia       | Arany                                           | Ezüst                                       | Bronz                                 |
| 1996, Atlanta | Russell Mark · Ausztrália (AUS)                 | Albano Pera · Olaszország (ITA)             | Csang Ping (Zhang Bing) · Kína (CHN)  |
| 2000, Sydney  | Richard Faulds · Nagy-Britannia (GBR)           | Russell Mark · Ausztrália (AUS)             | Fehajd ed-Díháni · Kuvait (KUW)       |
| 2004, Athén   | Ahmed el-Maktúm · Egyesült Arab Emírségek (UAE) | Rádzsajavardhan Szingh Ráthod · India (IND) | Vang Cseng (Wang Zheng) · Kína (CHN)  |
| 2008, Peking  | Walton Eller · Egyesült Államok (USA)           | Francesco D’Aniello · Olaszország (ITA)     | Hu Pin-jüan (Hu Binyuan) · Kína (CHN) |
| 2012, London  | Peter Wilson · Nagy-Britannia (GBR)             | Håkan Dahlby · Svédország (SWE)             | Vaszilij Moszin · Oroszország (RUS)   |

#### Férfi éremtáblázat
| A nyári olimpiai játékok éremtáblázata férfi sportlövészetben | A nyári olimpiai játékok éremtáblázata férfi sportlövészetben | A nyári olimpiai játékok éremtáblázata férfi sportlövészetben | A nyári olimpiai játékok éremtáblázata férfi sportlövészetben | A nyári olimpiai játékok éremtáblázata férfi sportlövészetben | Olimpia  |
| ------------------------------------------------------------- | ------------------------------------------------------------- | ------------------------------------------------------------- | ------------------------------------------------------------- | ------------------------------------------------------------- | -------- |
|                                                               | Ország                                                        | Arany                                                         | Ezüst                                                         | Bronz                                                         | Összesen |
| 1.                                                            | Egyesült Államok (USA)                                        | 43                                                            | 26                                                            | 19                                                            | 88       |
| 2.                                                            | Szovjetunió (URS)                                             | 15                                                            | 16                                                            | 14                                                            | 45       |
| 3.                                                            | Svédország (SWE)                                              | 14                                                            | 23                                                            | 19                                                            | 56       |
| 4.                                                            | Nagy-Britannia (GBR)                                          | 14                                                            | 16                                                            | 17                                                            | 47       |
| 5.                                                            | Norvégia (NOR)                                                | 12                                                            | 9                                                             | 11                                                            | 32       |
| 6.                                                            | Kína (CHN)                                                    | 12                                                            | 8                                                             | 9                                                             | 29       |
| 7.                                                            | Olaszország (ITA)                                             | 10                                                            | 9                                                             | 10                                                            | 29       |
| 8.                                                            | Franciaország (FRA)                                           | 9                                                             | 10                                                            | 8                                                             | 27       |
| 9.                                                            | Németország (GER)                                             | 7                                                             | 6                                                             | 3                                                             | 16       |
| 10.                                                           | Svájc (SUI)                                                   | 6                                                             | 6                                                             | 9                                                             | 21       |
| 11.                                                           | Románia (ROU)                                                 | 6                                                             | 4                                                             | 5                                                             | 15       |
| 12.                                                           | Magyarország (HUN)                                            | 6                                                             | 3                                                             | 6                                                             | 15       |
| 13.                                                           | Oroszország (RUS)                                             | 5                                                             | 5                                                             | 8                                                             | 18       |
| 14.                                                           | Dél-Korea (KOR)                                               | 4                                                             | 5                                                             | 0                                                             | 9        |
| 15.                                                           | Csehszlovákia (TCH)                                           | 4                                                             | 3                                                             | 2                                                             | 9        |
| 16.                                                           | Dánia (DEN)                                                   | 3                                                             | 10                                                            | 5                                                             | 18       |
| 17.                                                           | Finnország (FIN)                                              | 3                                                             | 7                                                             | 9                                                             | 19       |
| 18.                                                           | NDK (GDR)                                                     | 3                                                             | 7                                                             | 5                                                             | 15       |
| 19.                                                           | Görögország (GRE)                                             | 3                                                             | 4                                                             | 4                                                             | 11       |
| 20.                                                           | Kanada (CAN)                                                  | 3                                                             | 3                                                             | 2                                                             | 8        |
| 21.                                                           | NSZK (FRG)                                                    | 3                                                             | 2                                                             | 3                                                             | 8        |
| 22.                                                           | Egyesített Csapat (EUN)                                       | 3                                                             | 2                                                             | 1                                                             | 6        |
| 23.                                                           | Ausztrália (AUS)                                              | 3                                                             | 1                                                             | 2                                                             | 6        |
| 24.                                                           | Ukrajna (UKR)                                                 | 3                                                             | 1                                                             | 0                                                             | 4        |
| 25.                                                           | Bulgária (BUL)                                                | 2                                                             | 2                                                             | 3                                                             | 7        |
| 25.                                                           | Lengyelország (POL)                                           | 2                                                             | 2                                                             | 3                                                             | 7        |
| 27.                                                           | Belgium (BEL)                                                 | 1                                                             | 4                                                             | 3                                                             | 8        |
| 28.                                                           | Ausztria (AUT)                                                | 1                                                             | 2                                                             | 5                                                             | 8        |
| 29.                                                           | Fehéroroszország (BLR)                                        | 1                                                             | 2                                                             | 3                                                             | 6        |
| 30.                                                           | India (IND)                                                   | 1                                                             | 2                                                             | 1                                                             | 4        |
| 31.                                                           | Peru (PER)                                                    | 1                                                             | 2                                                             | 0                                                             | 3        |
| 32.                                                           | Japán (JPN)                                                   | 1                                                             | 1                                                             | 3                                                             | 5        |
| 33.                                                           | Brazília (BRA)                                                | 1                                                             | 1                                                             | 1                                                             | 3        |
| 34.                                                           | Kuba (CUB)                                                    | 1                                                             | 0                                                             | 2                                                             | 3        |
| 34.                                                           | Szlovénia (SLO)                                               | 1                                                             | 0                                                             | 2                                                             | 3        |
| 36.                                                           | Egyesült Német Csapat (EUA)                                   | 1                                                             | 0                                                             | 1                                                             | 2        |
| 36.                                                           | Észak-Korea (PRK)                                             | 1                                                             | 0                                                             | 1                                                             | 2        |
| 38.                                                           | Egyesült Arab Emírségek (UAE)                                 | 1                                                             | 0                                                             | 0                                                             | 1        |
| 38.                                                           | Horvátország (CRO)                                            | 1                                                             | 0                                                             | 0                                                             | 1        |
| 38.                                                           | Jugoszlávia (YUG)                                             | 1                                                             | 0                                                             | 0                                                             | 1        |
|                                                               |                                                               |                                                               |                                                               |                                                               |          |
| 41.                                                           | Kazahsztán (KAZ)                                              | 0                                                             | 2                                                             | 1                                                             | 3        |
| 42.                                                           | Kolumbia (COL)                                                | 0                                                             | 2                                                             | 0                                                             | 2        |
| 43.                                                           | Csehország (CZE)                                              | 0                                                             | 1                                                             | 3                                                             | 4        |
| 44.                                                           | Hollandia (NED)                                               | 0                                                             | 1                                                             | 1                                                             | 2        |
| 44.                                                           | Spanyolország (ESP)                                           | 0                                                             | 1                                                             | 1                                                             | 2        |
| 44.                                                           | Argentína (ARG)                                               | 0                                                             | 1                                                             | 0                                                             | 1        |
| 44.                                                           | Chile (CHI)                                                   | 0                                                             | 1                                                             | 0                                                             | 1        |
| 44.                                                           | Dél-afrikai Köztársaság (RSA)                                 | 0                                                             | 1                                                             | 0                                                             | 1        |
| 44.                                                           | Lettország (LAT)                                              | 0                                                             | 1                                                             | 0                                                             | 1        |
| 44.                                                           | Mexikó (MEX)                                                  | 0                                                             | 1                                                             | 0                                                             | 1        |
| 44.                                                           | Moldova (MDA)                                                 | 0                                                             | 1                                                             | 0                                                             | 1        |
| 44.                                                           | Portugália (POR)                                              | 0                                                             | 1                                                             | 0                                                             | 1        |
|                                                               |                                                               |                                                               |                                                               |                                                               |          |
| 51.                                                           | Szlovákia (SVK)                                               | 0                                                             | 0                                                             | 2                                                             | 2        |
| 51.                                                           | Kuvait (KUW)                                                  | 0                                                             | 0                                                             | 2                                                             | 2        |
| 53.                                                           | Független résztvevők (IOP) (1992)                             | 0                                                             | 0                                                             | 1                                                             | 1        |
| 53.                                                           | Haiti (HAI)                                                   | 0                                                             | 0                                                             | 1                                                             | 1        |
| 53.                                                           | Katar (QAT)                                                   | 0                                                             | 0                                                             | 1                                                             | 1        |
| 53.                                                           | Szerbia (SRB)                                                 | 0                                                             | 0                                                             | 1                                                             | 1        |
| 53.                                                           | Új-Zéland (NZL)                                               | 0                                                             | 0                                                             | 1                                                             | 1        |
| 53.                                                           | Venezuela (VEN)                                               | 0                                                             | 0                                                             | 1                                                             | 1        |
|                                                               |                                                               |                                                               |                                                               |                                                               |          |
| Összesen                                                      | Összesen                                                      | 223                                                           | 224                                                           | 224                                                           | 671      |

- A nyílt számokban elért női érmek nélkül.

### Nők

#### Légpisztoly (10 m)
| Olimpia         | Arany                                        | Ezüst                                       | Bronz                                  |
| 1988, Szöul     | Jasna Šekarić · Jugoszlávia (YUG)            | Nino Szalukvadze · Szovjetunió (URS)        | Marina Dobrancseva · Szovjetunió (URS) |
| 1992, Barcelona | Marina Logvinyenko · Egyesített Csapat (EUN) | Jasna Šekarić · Független résztvevők (IOP)  | Marija Grozdeva · Bulgária (BUL)       |
| 1996, Atlanta   | Olga Klocsnyeva · Oroszország (RUS)          | Marina Logvinyenko · Oroszország (RUS)      | Marija Grozdeva · Bulgária (BUL)       |
| 2000, Sydney    | Tao Lu-na (Tao Luna) · Kína (CHN)            | Jasna Šekarić · Jugoszlávia (YUG)           | Annemarie Forder · Ausztrália (AUS)    |
| 2004, Athén     | Olena Kosztevics · Ukrajna (UKR)             | Jasna Šekarić · Szerbia és Montenegró (SCG) | Marija Grozdeva · Bulgária (BUL)       |
| 2008, Peking    | Kuo Ven-csün (Guo Wenjun) · Kína (CHN)       | Natalja Pagyerina · Oroszország (RUS)       | Nino Szalukvadze · Grúzia (GEO)        |
| 2012, London    | Kuo Ven-csün · Kína (CHN)                    | Céline Goberville · Franciaország (FRA)     | Olena Kosztevics · Ukrajna (UKR)       |

#### Légpuska (10 m)
| Olimpia           | Arany                                  | Ezüst                                | Bronz                                      |
| 1984, Los Angeles | Pat Spurgin · Egyesült Államok (USA)   | Edith Gufler · Olaszország (ITA)     | Wu Xiaoxuan · Kína (CHN)                   |
| 1988, Szöul       | Irina Silava · Szovjetunió (URS)       | Silvia Sperber · NSZK (FRG)          | Anna Malukhina · Szovjetunió (URS)         |
| 1992, Barcelona   | Je Kab Szun · Dél-Korea (KOR)          | Veszela Lecseva · Bulgária (BUL)     | Binder Aranka · Független résztvevők (IOP) |
| 1996, Atlanta     | Renata Mauer · Lengyelország (POL)     | Petra Horneber · Németország (GER)   | Aleksandra Ivošev · Jugoszlávia (YUG)      |
| 2000, Sydney      | Nancy Johnson · Egyesült Államok (USA) | Kang Cshohjon · Dél-Korea (KOR)      | Gao Jing · Kína (CHN)                      |
| 2004, Athén       | Tu Li (Du Li) · Kína (CHN)             | Ljubov Galkina · Oroszország (RUS)   | Kateřina Kůrková · Csehország (CZE)        |
| 2008, Peking      | Kateřina Emmons · Csehország (CZE)     | Ljubov Galkina · Oroszország (RUS)   | Snježana Pejčić · Horvátország (CRO)       |
| 2012, London      | Ji Szi-ling · Kína (CHN)               | Sylwia Bogacka · Lengyelország (POL) | Jü Tan · Kína (CHN)                        |

#### Sportpisztoly (25 m)
| Olimpia           | Arany                                        | Ezüst                              | Bronz                                         |
| 1984, Los Angeles | Linda Thom · Kanada (CAN)                    | Ruby Fox · Egyesült Államok (USA)  | Patricia Dench · Ausztrália (AUS)             |
| 1988, Szöul       | Nino Szalukvadze · Szovjetunió (URS)         | Haszegava Tomoko · Japán (JPN)     | Jasna Šekarić · Jugoszlávia (YUG)             |
| 1992, Barcelona   | Marina Logvinyenko · Egyesített Csapat (EUN) | Li Duihong · Kína (CHN)            | Dorjsürengiin Mönkhbajar · Mongólia (MGL)     |
| 1996, Atlanta     | Li Duihong · Kína (CHN)                      | Diana Jorgova · Bulgária (BUL)     | Marina Logvinyenko · Oroszország (RUS)        |
| 2000, Sydney      | Marija Grozdeva · Bulgária (BUL)             | Tao Lu-na (Tao Luna) · Kína (CHN)  | Lalita Javhlevszkaja · Fehéroroszország (BLR) |
| 2004, Athén       | Marija Grozdeva · Bulgária (BUL)             | Lenka Hiková · Csehország (CZE)    | İradə Aşumova · Azerbajdzsán (AZE)            |
| 2008, Peking      | Csen Jing (Chen Ying) · Kína (CHN)           | Otrjadin Gündegmá · Mongólia (MGL) | Munkhbayar Dorjsuren · Németország (GER)      |
| 2012, London      | Kim Csangmi · Dél-Korea (KOR)                | Csen Jing · Kína (CHN)             | Olena Kosztevics · Ukrajna (UKR)              |

#### Standardpuska, összetett (50 m)
| Olimpia           | Arany                                    | Ezüst                                   | Bronz                                         |
| 1984, Los Angeles | Wu Xiaoxuan · Kína (CHN)                 | Ulrike Holmer · NSZK (FRG)              | Wanda Jewell · Egyesült Államok (USA)         |
| 1988, Szöul       | Silvia Sperber · NSZK (FRG)              | Veszela Lecseva · Bulgária (BUL)        | Valentyina Cserkaszova · Szovjetunió (URS)    |
| 1992, Barcelona   | Launi Meili · Egyesült Államok (USA)     | Nonka Matova · Bulgária (BUL)           | Małgorzata Książkiewicz · Lengyelország (POL) |
| 1996, Atlanta     | Aleksandra Ivošev · Jugoszlávia (YUG)    | Irina Geraszimjonok · Oroszország (RUS) | Renata Mauer · Lengyelország (POL)            |
| 2000, Sydney      | Renata Mauer · Lengyelország (POL)       | Tatyjana Goldobina · Oroszország (RUS)  | Marija Feklisztova · Oroszország (RUS)        |
| 2004, Athén       | Ljubov Galkina · Oroszország (RUS)       | Valentina Turisini · Olaszország (ITA)  | Vang Cseng-ji (Wang Chengyi) · Kína (CHN)     |
| 2008, Peking      | Tu Li (Du Li) · Kína (CHN)               | Kateřina Emmons · Csehország (CZE)      | Eglis Yaima Cruz · Kuba (CUB)                 |
| 2012, London      | Jamie Lynn Gray · Egyesült Államok (USA) | Ivana Maksimović · Szerbia (SRB)        | Adéla Sýkorová · Csehország (CZE)             |

- Margaret Murdock (USA) 1976-ban ezüstérmes lett ennek a számnak a nyílt versenyében.

#### Skeet
| Olimpia      | Arany                                       | Ezüst                                   | Bronz                                       |
| 2000, Sydney | Zemfira Meftahətdinova · Azerbajdzsán (AZE) | Szvetlana Gyomina · Oroszország (RUS)   | Igaly Diána · Magyarország (HUN)            |
| 2004, Athén  | Igaly Diána · Magyarország (HUN)            | Vej Ning (Wei Ning) · Kína (CHN)        | Zemfira Meftahətdinova · Azerbajdzsán (AZE) |
| 2008, Peking | Chiara Cainero · Olaszország (ITA)          | Kimberly Rhode · Egyesült Államok (USA) | Christine Brinker · Németország (GER)       |
| 2012, London | Kimberly Rhode · Egyesült Államok (USA)     | Vej Ning · Kína (CHN)                   | Danka Barteková · Szlovákia (SVK)           |

- Zhang Shan (CHN) 1992-ben aranyérmes lett ennek a számnak a nyílt versenyében.

#### Trap
| Olimpia      | Arany                                  | Ezüst                                  | Bronz                                  |
| 2000, Sydney | Daina Gudzinevičiūtė · Litvánia (LTU)  | Delphine Racinet · Franciaország (FRA) | Kao O (Gao E) · Kína (CHN)             |
| 2004, Athén  | Suzanne Balogh · Ausztrália (AUS)      | María Quintanal · Spanyolország (ESP)  | I Bona · Dél-Korea (KOR)               |
| 2008, Peking | Satu Mäkelä-Nummela · Finnország (FIN) | Zuzana Štefečeková · Szlovákia (SVK)   | Corey Cogdell · Egyesült Államok (USA) |
| 2012, London | Jessica Rossi · Olaszország (ITA)      | Zuzana Štefečeková · Szlovákia (SVK)   | Delphine Reau · Franciaország (FRA)    |

#### Női éremtáblázat
| A nyári olimpiai játékok éremtáblázata női sportlövészetben | A nyári olimpiai játékok éremtáblázata női sportlövészetben | A nyári olimpiai játékok éremtáblázata női sportlövészetben | A nyári olimpiai játékok éremtáblázata női sportlövészetben | A nyári olimpiai játékok éremtáblázata női sportlövészetben | Olimpia  |
| ----------------------------------------------------------- | ----------------------------------------------------------- | ----------------------------------------------------------- | ----------------------------------------------------------- | ----------------------------------------------------------- | -------- |
|                                                             | Ország                                                      | Arany                                                       | Ezüst                                                       | Bronz                                                       | Összesen |
| 1.                                                          | Kína (CHN)                                                  | 10                                                          | 5                                                           | 6                                                           | 21       |
| 2.                                                          | Egyesült Államok (USA)                                      | 7                                                           | 3                                                           | 3                                                           | 13       |
| 3.                                                          | Olaszország (ITA)                                           | 3                                                           | 2                                                           | 0                                                           | 5        |
| 4.                                                          | Oroszország (RUS)                                           | 2                                                           | 7                                                           | 2                                                           | 11       |
| 5.                                                          | Bulgária (BUL)                                              | 2                                                           | 4                                                           | 3                                                           | 9        |
| 6.                                                          | Szovjetunió (URS)                                           | 2                                                           | 2                                                           | 3                                                           | 7        |
| 7.                                                          | Dél-Korea (KOR)                                             | 2                                                           | 2                                                           | 1                                                           | 5        |
| 8.                                                          | Lengyelország (POL)                                         | 2                                                           | 1                                                           | 2                                                           | 5        |
| 9.                                                          | Egyesített Csapat (EUN)                                     | 2                                                           | 0                                                           | 0                                                           | 2        |
| 10.                                                         | Csehország (CZE)                                            | 1                                                           | 2                                                           | 3                                                           | 6        |
| 11.                                                         | Szerbia és Montenegró (SCG)                                 | 1                                                           | 2                                                           | 1                                                           | 4        |
| 12.                                                         | NSZK (FRG)                                                  | 1                                                           | 2                                                           | 0                                                           | 3        |
| 13.                                                         | Ausztrália (AUS)                                            | 1                                                           | 0                                                           | 3                                                           | 4        |
| 14.                                                         | Azerbajdzsán (AZE)                                          | 1                                                           | 0                                                           | 2                                                           | 3        |
| 14.                                                         | Ukrajna (UKR)                                               | 1                                                           | 0                                                           | 2                                                           | 3        |
| 16.                                                         | Jugoszlávia (YUG)                                           | 1                                                           | 0                                                           | 1                                                           | 2        |
| 16.                                                         | Magyarország (HUN)                                          | 1                                                           | 0                                                           | 1                                                           | 2        |
| 18.                                                         | Finnország (FIN)                                            | 1                                                           | 0                                                           | 0                                                           | 1        |
| 18.                                                         | Kanada (CAN)                                                | 1                                                           | 0                                                           | 0                                                           | 1        |
| 18.                                                         | Litvánia (LTU)                                              | 1                                                           | 0                                                           | 0                                                           | 1        |
| 18.                                                         | Svédország (SWE)                                            | 1                                                           | 0                                                           | 0                                                           | 1        |
|                                                             |                                                             |                                                             |                                                             |                                                             |          |
| 22.                                                         | Németország (GER)                                           | 0                                                           | 2                                                           | 2                                                           | 4        |
| 23.                                                         | Franciaország (FRA)                                         | 0                                                           | 2                                                           | 1                                                           | 3        |
| 23.                                                         | Szlovákia (SVK)                                             | 0                                                           | 2                                                           | 1                                                           | 3        |
| 25.                                                         | Független résztvevők (IOP) (1992)                           | 0                                                           | 1                                                           | 1                                                           | 2        |
| 25.                                                         | Mongólia (MGL)                                              | 0                                                           | 1                                                           | 1                                                           | 2        |
| 27.                                                         | Japán (JPN)                                                 | 0                                                           | 1                                                           | 0                                                           | 1        |
| 27.                                                         | Spanyolország (ESP)                                         | 0                                                           | 1                                                           | 0                                                           | 1        |
| 27.                                                         | Szerbia (SRB)                                               | 0                                                           | 1                                                           | 0                                                           | 1        |
|                                                             |                                                             |                                                             |                                                             |                                                             |          |
| 30.                                                         | Fehéroroszország (BLR)                                      | 0                                                           | 0                                                           | 1                                                           | 1        |
| 30.                                                         | Grúzia (GEO)                                                | 0                                                           | 0                                                           | 1                                                           | 1        |
| 30.                                                         | Horvátország (CRO)                                          | 0                                                           | 0                                                           | 1                                                           | 1        |
| 30.                                                         | Kuba (CUB)                                                  | 0                                                           | 0                                                           | 1                                                           | 1        |
|                                                             |                                                             |                                                             |                                                             |                                                             |          |
| Összesen                                                    | Összesen                                                    | 43                                                          | 43                                                          | 40                                                          | 126      |

- A nyílt számokban nők által elért érmekkel.

## Megszűnt versenyszámok

### Férfiak

#### Katonai pisztoly (25 m)
| Olimpia     | Arany                               | Ezüst                                 | Bronz                                  |
| 1896, Athén | John Paine · Egyesült Államok (USA) | Sumner Paine · Egyesült Államok (USA) | Nikólaosz Morákisz · Görögország (GRE) |

#### Katonai pisztoly (30 m)
| Olimpia         | Arany                               | Ezüst                                    | Bronz                      |
| 1920, Antwerpen | Guilherme Parãense · Brazília (BRA) | Raymond Bracken · Egyesült Államok (USA) | Fritz Zulauf · Svájc (SUI) |

#### Katonai pisztoly, csapat (50 m)
| Olimpia         | Arany                                                                                         | Ezüst                                                                                         | Bronz |
| 1900, Párizs    | Svájc (SUI) · Friedrich Lüthi · Paul Probst · Louis Richardet · Karl Röderer · Konrad Stäheli | Franciaország (FRA) · Louis Duffoy · Maurice Lecoq · Léon Moreaux · Achille Paroche · Trinité | Hollandia (NED) · Solko van den Bergh · Antonius Bouwens · Dirk Boest Gips · Henrik Sillem · Anthony Sweijs |
| 1904–1908       | Nem szerepelt az olimpiai programban                                                          | Nem szerepelt az olimpiai programban                                                          | Nem szerepelt az olimpiai programban                                                                        |
| 1912, Stockholm | Egyesült Államok (USA) · Alfred Lane · Henry Sears · Peter Dolfen · John Dietz                | Svédország (SWE) · Georg de Laval · Eric Carlberg · Vilhelm Carlberg · Erik Boström           | Nagy-Britannia (GBR) · Horatio Poulter · Hugh Durant · Albert Kempster · Charles Stewart                    |

#### Hadipuska (200 m)
| Olimpia     | Arany                                      | Ezüst                                 | Bronz                                   |
| 1896, Athén | Pandelísz Karaszevdász · Görögország (GRE) | Pávlosz Pavlídisz · Görögország (GRE) | Nikólaosz Trikúpisz · Görögország (GRE) |

#### Hadipuska, térdelő (300 m)
| Olimpia      | Arany                        | Ezüst                              | Bronz        |
| 1900, Párizs | Konrad Stäheli · Svájc (SUI) | Emil Kellenberger · Svájc (SUI)    | Nem adták ki |
| 1900, Párizs | Konrad Stäheli · Svájc (SUI) | Anders Peter Nielsen · Dánia (DEN) | Nem adták ki |

#### Hadipuska, tetszőleges helyzet (300 m)
| Olimpia         | Arany                                 | Ezüst                                | Bronz                                |
| 1900, Párizs    | Achille Paroche · Franciaország (FRA) | Anders Peter Nielsen · Dánia (DEN)   | Ole Østmo · Norvégia (NOR)           |
| 1904–1912       | Nem szerepelt az olimpiai programban  | Nem szerepelt az olimpiai programban | Nem szerepelt az olimpiai programban |
| 1920, Antwerpen | Otto Olsen · Norvégia (NOR)           | Léon Johnson · Franciaország (FRA)   | Fritz Kuchen · Svájc (SUI)           |

#### Hadipuska, álló (300 m)
| Olimpia      | Arany                            | Ezüst                      | Bronz                           |
| 1900, Párizs | Lars Jørgen Madsen · Dánia (DEN) | Ole Østmo · Norvégia (NOR) | Charles Paumier · Belgium (BEL) |

#### Hadipuska, összetett (300 m)
| Olimpia         | Arany                               | Ezüst                                | Bronz                            |
| 1912, Stockholm | Prokopp Sándor · Magyarország (HUN) | Carl Osburn · Egyesült Államok (USA) | Engebret Skogen · Norvégia (NOR) |

#### Hadipuska, csapat (300 m)
| Olimpia         | Arany | Ezüst | Bronz |
| 1900, Párizs    | Svájc (SUI) · Franz Böckli · Alfred Grütter · Emil Kellenberger · Louis Richardet · Konrad Stäheli                             | Norvégia (NOR) · Olaf Frydenlund · Hellmer Hermandsen · Ole Østmo · Ole Sæther · Tom Seeberg                                     | Franciaország (FRA) · Auguste Cavadini · Maurice Lecoq · Léon Moreaux · Achille Paroche · René Thomas                        |
| 1904 St. Louis  | Nem szerepelt az olimpiai programban                                                                                           | Nem szerepelt az olimpiai programban                                                                                             | Nem szerepelt az olimpiai programban                                                                                         |
| 1908, London    | Egyesült Államok (USA) · William Leuschner · William Martin · Charles Winder · Kellogg Casey · Ivan Eastman · Charles Benedict | Nagy-Britannia (GBR) · Harcourt Ommundsen · Fleetwood Varley · Arthur Fulton · Philip Richardson · William Padgett · John Martin | Kanada (CAN) · William Smith · Charles Crowe · Bruce Williams · Dugald McInnis · William Eastcott · S. Harry Kerr            |
| 1912, Stockholm | Egyesült Államok (USA) · Cornelius Burdette · Allan Briggs · Harry Adams · John Jackson · Carl Osburn · Warren Sprout          | Nagy-Britannia (GBR) · Harcourt Ommundsen · Henry Burr · Edward Skilton · James Reid · Edward Parnell · Arthur Fulton            | Svédország (SWE) · Mauritz Eriksson · Werner Jernström · Tönnes Björkman · Carl Björkman · Bernhard Larsson · Hugo Johansson |
| 1920, Antwerpen | Dánia (DEN) · Lars Jørgen Madsen · Niels Larsen · Anders Petersen · Erik Sætter-Lassen · Anders Peter Nielsen                  | Egyesült Államok (USA) · Carl Osburn · Lawrence Nuesslein · Lloyd Spooner · Willis Lee · Thomas Brown                            | Svédország (SWE) · Olle Ericsson · Hugo Johansson · Leon Lagerlöf · Walfrid Hellman · Mauritz Eriksson                       |

#### Hadipuska, fekvő (600 m)
| Olimpia         | Arany                             | Ezüst                               | Bronz                                  |
| 1920, Antwerpen | Hugo Johansson · Svédország (SWE) | Mauritz Eriksson · Svédország (SWE) | Lloyd Spooner · Egyesült Államok (USA) |

#### Hadipuska, csapat (600 m)
| Olimpia         | Arany | Ezüst                                                                                                   | Bronz |
| 1920, Antwerpen | Egyesült Államok (USA) · Dennis Fenton · Gunnery Schriver · Willis A. Lee · Lloyd Spooner · Joseph Jackson | Dél-afrikai Unió (RSA) · David Smith · Robert Bodley · Ferdinand Buchanan · George Harvey · Fred Morgan | Svédország (SWE) · Mauritz Eriksson · Hugo Johansson · Gustaf Adolf Jonsson · Erik Blomquist · Erik Ohlsson |

#### Hadipuska, csapat (300 m + 600 m)
| Olimpia         | Arany                                                                                                   | Ezüst                                                                                        | Bronz                                                                                  |
| 1920, Antwerpen | Egyesült Államok (USA) · Joseph Jackson · Willis A. Lee · Carl Osburn · Oliver Schriver · Lloyd Spooner | Norvégia (NOR) · Albert Helgerud · Otto Olsen · Jacob Onsrud · Østen Østensen · Olaf Sletten | Svájc (SUI) · Eugen Addor · Joseph Jehle · Fritz Kuchen · Werner Schneeberger · Weibel |

#### Futószarvas, egyéni (100 m)
| Olimpia         | Arany                               | Ezüst                                        | Bronz                                   |
| 1908, London    | Oscar Swahn · Svédország (SWE)      | Ted Ranken · Nagy-Britannia (GBR)            | Alexander Rogers · Nagy-Britannia (GBR) |
| 1912, Stockholm | Alfred Swahn · Svédország (SWE)     | Åke Lundeberg · Svédország (SWE)             | Nestori Toivonen · Finnország (FIN)     |
| 1920, Antwerpen | Otto Olsen · Norvégia (NOR)         | Alfred Swahn · Svédország (SWE)              | Harald Natvig · Norvégia (NOR)          |
| 1924, Párizs    | John Boles · Egyesült Államok (USA) | Cyril Mackworth-Praed · Nagy-Britannia (GBR) | Otto Olsen · Norvégia (NOR)             |

#### Futószarvas, csapat (100 m)
| Olimpia         | Arany                                                                                        | Ezüst | Bronz |
| 1908, London    | Svédország (SWE) · Arvid Knöppel · Ernst Rosell · Alfred Swahn · Oscar Swahn                 | Nagy-Britannia (GBR) · Walter Ellicott · William Russell Lane-Joynt · Charles Nix · Ted Ranken                | Nem adták ki                                                                                             |
| 1912, Stockholm | Svédország (SWE) · Alfred Swahn · Oscar Swahn · Åke Lundeberg · Per-Olof Arvidsson           | Egyesült Államok (USA) · William McDonnell · Walter Winans · William Leuschner · William Libbey               | Finnország (FIN) · Axel Londen · Nestori Toivonen · Iivar Väänänen · Ernst Rosenqvist                    |
| 1920, Antwerpen | Norvégia (NOR) · Einar Liberg · Ole Lilloe-Olsen · Harald Natvig · Hans Nordvik · Otto Olsen | Finnország (FIN) · Yrjö Kolho · Kalle Lappalainen · Robert Tikkanen · Nestori Toivonen · Karl Magnus Wegelius | Egyesült Államok (USA) · Thomas Brown · Willis A. Lee · Lawrence Nuesslein · Carl Osburn · Lloyd Spooner |
| 1924, Párizs    | Norvégia (NOR) · Einar Liberg · Ole Lilloe-Olsen · Harald Natvig · Otto Olsen                | Svédország (SWE) · Otto Hultberg · Mauritz Johansson · Fredric Landelius · Alfred Swahn                       | Egyesült Államok (USA) · John Boles · Raymond Coulter · Dennis Fenton · Walter Stokes                    |

#### Futószarvas, dupla lövés, egyéni (100 m)
| Olimpia         | Arany                                  | Ezüst                                        | Bronz                           |
| 1908, London    | Walter Winans · Egyesült Államok (USA) | Ted Ranken · Nagy-Britannia (GBR)            | Oscar Swahn · Svédország (SWE)  |
| 1912, Stockholm | Åke Lundeberg · Svédország (SWE)       | Edward Benedicks · Svédország (SWE)          | Oscar Swahn · Svédország (SWE)  |
| 1920, Antwerpen | Ole Lilloe-Olsen · Norvégia (NOR)      | Fredric Landelius · Svédország (SWE)         | Einar Liberg · Norvégia (NOR)   |
| 1924, Párizs    | Ole Lilloe-Olsen · Norvégia (NOR)      | Cyril Mackworth-Praed · Nagy-Britannia (GBR) | Alfred Swahn · Svédország (SWE) |

#### Futószarvas, dupla lövés, csapat (100 m)
| Olimpia         | Arany                                                                                                | Ezüst | Bronz |
| 1920, Antwerpen | Norvégia (NOR) · Harald Natvig · Ole Lilloe-Olsen · Einar Liberg · Hans Nordvik · Thorstein Johansen | Svédország (SWE) · Alfred Swahn · Oscar Swahn · Fredric Landelius · Bengt Lagercrantz · Edward Benedicks | Finnország (FIN) · Toivo Tikkanen · Karl Magnus Wegelius · Nestori Toivonen · Vilho Vauhkonen · Yrjö Kolho |
| 1924, Párizs    | Nagy-Britannia (GBR) · Cyril Mackworth-Praed · Philip Neame · Herbert Perry · Allen Whitty           | Norvégia (NOR) · Einar Liberg · Ole Lilloe-Olsen · Harald Natvig · Otto Olsen                            | Svédország (SWE) · Axel Ekblom · Mauritz Johansson · Fredric Landelius · Alfred Swahn                      |

#### Futószarvas, egyes és dupla lövés (100 m)
| Olimpia         | Arany                                  | Ezüst                             | Bronz                                    |
| 1952, Helsinki  | John Larsen · Norvégia (NOR)           | Olof Sköldberg · Svédország (SWE) | Tauno Mäki · Finnország (FIN)            |
| 1956, Melbourne | Vitalij Romanyenko · Szovjetunió (URS) | Olof Sköldberg · Svédország (SWE) | Vlagyimir Szevrjugin · Szovjetunió (URS) |

#### Futócél (10 m)
| Olimpia         | Arany                                | Ezüst                                         | Bronz                                |
| 1992, Barcelona | Michael Jakosits · Németország (GER) | Anatolij Aszrabajev · Egyesített Csapat (EUN) | Luboš Račanský · Csehszlovákia (TCH) |
| 1996, Atlanta   | Yang Ling · Kína (CHN)               | Xiao Jun · Kína (CHN)                         | Miroslav Januš · Csehország (CZE)    |
| 2000, Sydney    | Yang Ling · Kína (CHN)               | Oleg Moldovan · Moldova (MDA)                 | Niu Zhiyuan · Kína (CHN)             |
| 2004, Athén     | Manfred Kurzer · Németország (GER)   | Alekszandr Blinov · Oroszország (RUS)         | Dimitrij Likin · Oroszország (RUS)   |

#### Futócél (50 m)
| Olimpia           | Arany                                | Ezüst                                   | Bronz                                    |
| 1972, München     | Jakov Zseleznyak · Szovjetunió (URS) | Helmut Bellingrodt · Kolumbia (COL)     | John Kynoch · Nagy-Britannia (GBR)       |
| 1976, Montréal    | Alekszandr Gazov · Szovjetunió (URS) | Alekszandr Kegyarov · Szovjetunió (URS) | Jerzy Greszkiewicz · Lengyelország (POL) |
| 1980, Moszkva     | Igor Sokolov · Szovjetunió (URS)     | Thomas Pfeffer · NDK (GDR)              | Alekszandr Gazov · Szovjetunió (URS)     |
| 1984, Los Angeles | Li Yuwei · Kína (CHN)                | Helmut Bellingrodt · Kolumbia (COL)     | Huang Shiping · Kína (CHN)               |
| 1988, Szöul       | Tor Heiestad · Norvégia (NOR)        | Huang Shiping · Kína (CHN)              | Gennadi Avramenko · Szovjetunió (URS)    |

- 1972–1980 között nyílt szám.

#### Kisöbű puska, eltűnő cél (25 yard)
| Olimpia      | Arany                                 | Ezüst                                 | Bronz                                |
| 1908, London | William Styles · Nagy-Britannia (GBR) | Harold Hawkins · Nagy-Britannia (GBR) | Edward Amoore · Nagy-Britannia (GBR) |

#### Kisöbű puska, mozgó cél (25 yard)
| Olimpia      | Arany                               | Ezüst                                   | Bronz                                  |
| 1908, London | John Fleming · Nagy-Britannia (GBR) | Maurice Matthews · Nagy-Britannia (GBR) | William Marsden · Nagy-Britannia (GBR) |

#### Kisöbű puska, álló cél (50 + 100 yard)
| Olimpia      | Arany                                 | Ezüst                               | Bronz                                |
| 1908, London | Arthur Carnell · Nagy-Britannia (GBR) | Harold Humby · Nagy-Britannia (GBR) | George Barnes · Nagy-Britannia (GBR) |

#### Kisöbű puska, eltűnő cél (25 m)
| Olimpia         | Arany                               | Ezüst                                     | Bronz                              |
| 1912, Stockholm | Vilhelm Carlberg · Svédország (SWE) | Johan Hübner von Holst · Svédország (SWE) | Gideon Ericsson · Svédország (SWE) |

#### Szabadpuska, összetett (300 m)
| Olimpia           | Arany                                    | Ezüst                                  | Bronz                                                       |
| 1896, Athén       | Jeórjiosz Orfanídisz · Görögország (GRE) | Joánisz Frangúdisz · Görögország (GRE) | Viggo Jensen · Dánia (DEN)                                  |
| 1900, Párizs      | Emil Kellenberger · Svájc (SUI)          | Anders Peter Nielsen · Dánia (DEN)     | Paul Van Asbroeck · Belgium (BEL)Ole Østmo · Norvégia (NOR) |
| 1904 St. Louis    | Nem szerepelt az olimpiai programban     | Nem szerepelt az olimpiai programban   | Nem szerepelt az olimpiai programban                        |
| 1908, London      | Albert Helgerud · Norvégia (NOR)         | Harry Simon · Egyesült Államok (USA)   | Ole Sæther · Norvégia (NOR)                                 |
| 1912, Stockholm   | Paul Colas · Franciaország (FRA)         | Lars Jorgen Madsen · Dánia (DEN)       | Niels Larsen · Dánia (DEN)                                  |
| 1920, Antwerpen   | Morris Fisher · Egyesült Államok (USA)   | Niels Larsen · Dánia (DEN)             | Østen Østensen · Norvégia (NOR)                             |
| 1924, Párizs      | Morris Fisher · Egyesült Államok (USA)   | Carl Osburn · Egyesült Államok (USA)   | Niels Larsen · Dánia (DEN)                                  |
| 1928–1936         | Nem szerepelt az olimpiai programban     | Nem szerepelt az olimpiai programban   | Nem szerepelt az olimpiai programban                        |
| 1948, London      | Emil Grünig · Svájc (SUI)                | Pauli Janhonen · Finnország (FIN)      | Willy Røgeberg · Norvégia (NOR)                             |
| 1952, Helsinki    | Anatolij Bogdanov · Szovjetunió (URS)    | Robert Bürchler · Svájc (SUI)          | Lev Vainstein · Szovjetunió (URS)                           |
| 1956, Melbourne   | Vaszilij Boriszov · Szovjetunió (URS)    | Allan Erdman · Szovjetunió (URS)       | Vilho Ylönen · Finnország (FIN)                             |
| 1960, Róma        | Hubert Hammerer · Ausztria (AUT)         | Hans Rudolf Spillmann · Svájc (SUI)    | Vaszilij Boriszov · Szovjetunió (URS)                       |
| 1964, Tokió       | Gary Anderson · Egyesült Államok (USA)   | Sota Kveliasvili · Szovjetunió (URS)   | Martine Gunnarsson · Egyesült Államok (USA)                 |
| 1968, Mexikóváros | Gary Anderson · Egyesült Államok (USA)   | Valentyin Kornyev · Szovjetunió (URS)  | Kurt Müller · Svájc (SUI)                                   |
| 1972, München     | Lones Wigger · Egyesült Államok (USA)    | Borisz Melnyik · Szovjetunió (URS)     | Papp Lajos · Magyarország (HUN)                             |

- 1972-ben nyílt szám.

#### Hadipuska (600 m)
| Olimpia         | Arany                            | Ezüst                                | Bronz                                 |
| 1912, Stockholm | Paul Colas · Franciaország (FRA) | Carl Osburn · Egyesült Államok (USA) | John Jackson · Egyesült Államok (USA) |

#### Hadipuska (1000 yard)
| Olimpia      | Arany                                 | Ezüst                                  | Bronz                                |
| 1908, London | Joshua Millner · Nagy-Britannia (GBR) | Kellogg Casey · Egyesült Államok (USA) | Maurice Blood · Nagy-Britannia (GBR) |

#### Pisztoly, csapat (30 m)
| Olimpia         | Arany                                                                                                 | Ezüst | Bronz                                                                                          |
| 1912, Stockholm | Svédország (SWE) · Eric Carlberg · Vilhelm Carlberg · Johan Hübner von Holst · Paul Palén             | Oroszország (RUS) · Amos Kash · Nikolai Melnitsky · Pavel Voyloshnikov · Grigori Panteleimonov                                     | Nagy-Britannia (GBR) · Hugh Durant · Albert Kempster · Charles Stewart · Horatio Poulter       |
| 1920, Antwerpen | Egyesült Államok (USA) · Louis Harant · Alfred Lane · Carl Frederick · James H. Snook · Michael Kelly | Görögország (GRE) · Alexandros Theofilakis · Ioannis Theofilakis · Georgios Moraitinis · Alexandros Vrasivanopoulos · Iason Sappas | Svájc (SUI) · Fritz Zulauf · Joseph Jehle · Gustave Amoudruz · Hans Egli · Domenico Giambonini |

#### Pisztoly, csapat (50 m)
| Olimpia         | Arany | Ezüst | Bronz |
| 1908, London    | Egyesült Államok (USA) · James Gorman · Irving Calkins · John Dietz · Charles Axtell                     | Belgium (BEL) · Paul Van Asbroeck · Reginald Storms · Charles Paumier du Verger · Rene Englebert                      | Nagy-Britannia (GBR) · Jesse Wallingford · Geoffrey Coles · Henry Lynch-Staunton · Walter Ellicott          |
| 1912 Stockholm  | Nem szerepelt az olimpiai programban                                                                     | Nem szerepelt az olimpiai programban                                                                                  | Nem szerepelt az olimpiai programban                                                                        |
| 1920, Antwerpen | Egyesült Államok (USA) · Carl Frederick · Alfred Lane · Raymond Bracken · James H. Snook · Michael Kelly | Svédország (SWE) · Anders Andersson · Casimir Reuterskiöld · Gunnar Gabrielsson · Sigvard Hultcrantz · Anders Johnson | Brazília (BRA) · Afrânio da Costa · Sebastião Wolf · Dario Barbosa · Fernando Soledade · Guilherme Paraense |

#### Puska, csapat (25 m)
| Olimpia         | Arany                                                                                        | Ezüst                                                                              | Bronz                                                                                           |
| 1912, Stockholm | Svédország (SWE) · Johan Hübner von Holst · Eric Carlberg · Vilhelm Carlberg · Gustaf Boivie | Nagy-Britannia (GBR) · William Pimm · Joseph Pepé · William Milne · William Styles | Egyesült Államok (USA) · Frederick Hird · Warren Sprout · William McDonnell · William Leuschner |

#### Puska, csapat (50 m)
| Olimpia         | Arany | Ezüst                                                                                                | Bronz                                                                                             |
| 1908, London    | Nagy-Britannia (GBR) · Edward Amoore · Harold Humby · Maurice Matthews · William Pimm                         | Svédország (SWE) · Eric Carlberg · Vilhelm Carlberg · Franz-Albert Schartau · Johan Hübner von Holst | Franciaország (FRA) · Henri Bonnefoy · Paul Colas · Léon Lécuyer · André Regaud                   |
| 1912, Stockholm | Nagy-Britannia (GBR) · William Pimm · Edward Lessimore · Joseph Pepé · Robert Murray                          | Svédország (SWE) · Arthur Nordenswan · Eric Carlberg · Ruben Örtegren · Vilhelm Carlberg             | Egyesült Államok (USA) · Warren Sprout · William Leuschner · Frederick Hird · Carl Osburn         |
| 1920, Antwerpen | Egyesült Államok (USA) · Lawrence Nuesslein · Arthur Rothrock · Willis Lee · Dennis Fenton · Gunnery Schriver | Svédország (SWE) · Sigvard Hultcrantz · Erik Ohlsson · Leon Lagerlöf · Ragnar Stare · Olle Ericsson  | Norvégia (NOR) · Østen Østensen · Olaf Sletten · Anton Olsen · Sigvart Johansen · Albert Helgerud |

#### Tetszés szerinti fegyver, csapat (300 m)
| Olimpia         | Arany | Ezüst | Bronz |
| 1908, London    | Norvégia (NOR) · Julius Braathe · Albert Helgerud · Einar Liberg · Olaf Sæther · Ole Sæther · Gudbrand Skatteboe          | Svédország (SWE) · Per-Olof Arvidsson · Janne Gustafsson · Axel Jansson · Gustaf Adolf Jonsson · Claës Rundberg · Gustav-Adolf Sjöberg | Franciaország (FRA) · Eugène Balme · Raoul de Boigne · Albert Courquin · Léon Johnson · Maurice Lecoq · André Parmentier |
| 1912, Stockholm | Svédország (SWE) · Mauritz Eriksson · Hugo Johansson · Erik Blomqvist · Carl Björkman · Bernhard Larsson · Gustaf Jonsson | Norvégia (NOR) · Gudbrand Skatteboe · Ole Sæther · Østen Østensen · Albert Helgerud · Olaf Sæther · Einar Liberg                       | Dánia (DEN) · Ole Olsen · Lars Jørgen Madsen · Niels Larsen · Niels Andersen · Laurits Larsen · Jens Hajslund            |
| 1920, Antwerpen | Egyesült Államok (USA) · Joseph Jackson · Willis Lee · Gunnery Schriver · Carl Osburn · Lloyd Spooner                     | Norvégia (NOR) · Otto Olsen · Albert Helgerud · Olaf Sletten · Østen Østensen · Jacob Onsrud                                           | Svájc (SUI) · Fritz Kuchen · Albert Tröndle · Arnold Rösli · Walter Lienhard · Caspar Widmer                             |
| 1924, Párizs    | Egyesült Államok (USA) · Raymond Coulter · Joseph Crockett · Morris Fisher · Sidney Hinds · Walter Stokes                 | Franciaország (FRA) · Paul Colas · Albert Courquin · Pierre Hardy · Georges Roes · Émile Rumeau                                        | Haiti (HAI) · Ludovic Augustin · Destin Destine · Saint Eloi Metullus · Astrel Rolland · Ludovic Valborge                |

#### Trap, csapat
| Olimpia         | Arany | Ezüst | Bronz |
| 1908, London    | Nagy-Britannia (GBR) · Alexander Maunder · James Pike · Charles Palmer · John Postans · Frank Moore · Peter Easte          | Kanada (CAN) · Walter Ewing · George Beattie · Arthur Westover · Mylie Fletcher · George Vivian · Donald McMackon          | Nagy-Britannia (GBR) · George Whitaker · Gerald Skinner · John Butt · William Morris · Harold Creasey · Richard Hutton                     |
| 1912, Stockholm | Egyesült Államok (USA) · Charles Billings · Ralph Spotts · John Hendrickson · James Graham · Edward Gleason · Frank Hall   | Nagy-Britannia (GBR) · John Butt · William Grosvenor · Harold Humby · Alexander Maunder · Charles Palmer · George Whitaker | Németország (GER) · Erich Graf von Bernstorff · Franz von Zedlitz und Leipe · Horst Goeldel · Albert Preuss · Erland Koch · Alfred Goeldel |
| 1920, Antwerpen | Egyesült Államok (USA) · Mark Arie · Horace Bonser · Jay Clark · Forest McNeir · Frank Troeh · Frank Wright                | Belgium (BEL) · Albert Bosquet · Joseph Cogels · Émile Dupont · Edouard Fesinger · Henri Quersin · Louis Van Tilt          | Svédország (SWE) · Per Kinde · Fredric Landelius · Erik Lundquist · Karl Richter · Erik Sökjer-Petersén · Alfred Swahn                     |
| 1924, Párizs    | Egyesült Államok (USA) · Frederick Etchen · Frank Hughes · John Noel · Clarence Platt · Samuel Sharman · William Silkworth | Kanada (CAN) · William Barnes · George Beattie · John Black · James Montgomery · Samuel Newton · Samuel Vance              | Finnország (FIN) · Werner Ekman · Konrad Huber · Robert Huber · Georg Nordblad · Toivo Tikkanen · Karl Magnus Wegelius                     |

### Nők

#### Dupla trap
| Olimpia       | Arany                                   | Ezüst                                 | Bronz                                   |
| 1996, Atlanta | Kimberly Rhode · Egyesült Államok (USA) | Susanne Kiermayer · Németország (GER) | Deserie Huddleston · Ausztrália (AUS)   |
| 2000, Sydney  | Pia Hansen · Svédország (SWE)           | Deborah Gelisio · Olaszország (ITA)   | Kimberly Rhode · Egyesült Államok (USA) |
| 2004, Athén   | Kimberly Rhode · Egyesült Államok (USA) | I Bona · Dél-Korea (KOR)              | Kao O (Gao E) · Kína (CHN)              |